# John Hay, II marchese di Tweeddale
John Hay, II marchese di Tweeddale (1645 – 20 aprile 1713), è stato un nobile scozzese.

## Biografia
Era il figlio di John Hay, I marchese di Tweeddale, e di sua moglie, Lady Jane Scott, figlia di Walter Scott, I conte di Buccleuch.

## Carriera
È stato colonnello del Reggimento di fanteria di Haddington (1668-1674), di Linlithgow e di Peebles (1682). Fu membro del consiglio privato tra il 1670 e il 1674. Raggiunse il grado di capitano del reggimento di cavalleria per Haddington e Berwick (1689) e colonnello del Reggimento dell'East Lothian (1685). Ha ricoperto la carica di Tesoriere (1695), di sceriffo di Haddington (1694-1713) e di commissario del Ministero della marina scozzese  (1695).

## Matrimonio
Sposò, il 4 dicembre 1666, Lady Mary Maitland, figlia di John Maitland, I duca di Lauderdale, e di sua moglie, Lady Anne Home. Ebbero cinque figli:
- Charles Hay, III marchese di Tweeddale (11 novembre 1667-17 dicembre 1715);
- Lord William Hay (1668-31 ottobre 1723);
- Lady Jean Hay (?-4 settembre 1731), sposò John Leslie, IX conte di Rothes, ebbero tre figli;
- Lord John Hay (?-25 agosto 1706), sposò in prime nozze Lady Elizabeth Dalzell, sposò in seconde nozze Elizabeth Orby;
- Lady Anne Hay, sposò William Ross, XII Lord di Halkhead, ebbero due figli.

## Morte
Morì il 20 aprile 1713.